# أكيرا توزاوا
أكيرا توزاوا (مواليد 22 يوليو 1985) هو مصارع محترف ياباني موقع حاليا لدي شركة WWE تحت اسم اكيرا توزاو في القسم رو في قسم الكروزرويت، حيث هو بطل بطولة الكروز للوزن المتوسط الحالي في أول حكم له. واشتهر أيضا في العمل في شركة (NPJW) وأيضا اتحاد حلبة الشرف (ROH) واتحاد حرب العصابات.

## النشأة

### WWE (2016-2017
في 31 مارس 2016، أعلن توزاو كمشارك في بطولة WWE القادمة سلسلة كروزرويت العالمية، التي تم تغيير اسمها في وقت لاحق «كروزرويت كلاسيكي». بدأت البطولة يوم 23 يونيو فقد هزم اكيرا كينث جونسون في الجولة الاولي له. وفي 14 يوليو، هزم اكيرا توزاو جاك غالاغر في مباراته في الدور الثاني. وفي 26 أغسطس، خسر اكيرا امام المصارع المقنع جران ميتاليك
في 5 سبتمبر 2016، حلقة من الرو، أعلن ان توزاو سيكون في العروض الرئيسية قريبا. وفي 2 نوفمبر، أعلن توزاو كعضو قائمة عروض 205 live. في 3 ديسمبر، في حدث مباشر NXT في أوساكا، اليابان، تعاونت توزاو مع مواطنة الياباني تاجيري لهزيمة ابطال فرق ان اكس تي #DIY (توماسو سيامبا وجوني غارغانو)، وفي 6 فبراير 2017، قدم توزاو أول ظهور له في الرو، وهزم درو جولاك. وقد انضم اكيرا من قبل تيتوس أونيل إلى "Titus World Wide"، ودخل في عداء مع البطل للكروزرويت نيفل. في الحلقة 26 يونيو من الرو أعلن من قبل تيتوس أونيل أن اكيرا سيواجه نيفيل لبطولة الكروزرويت في كرات النار العظمية دفع مقابل المشاهدة. وفي كرات النار العظيمة، ولكن توزاو لم ينجح في أول فرصة بطولته ضد نيفيل، لكنه يعلق نيفيل في بطاقة فريق مباراة الليلة التالية أن يرتد. في الأسبوع التالي، مباراة ضد هارون تم تعيين إريا ديفاري تصل إلى بناء زخم لفرصة ثانية لقب الممكنة. مصادرتها اونيل المباراة لتجنب Tozawa تعرضه لاصابة خطيرة في الكتف، على الرغم من تسبب Tozawa لتصبح مستاء من هذا القرار. وفي 24 يوليو طبعة من الخام، وفرضت Tozawa اونيل بعد إبلاغه بأنه تم إلغاء مباراة له ضد Daivari، نيفيل ثم خرج واجهت Tozawa، مما أدى إلى Tozawa أداء senton على نيفيل، هذا انتهى في كل من Tozawa ونيفيل التي تزرع بها Daivari. في الطبعة 14 أغسطس من الخام، Tozawa، مع أونيل في زاويته، واجه نيفيل واستولت على بطولة كرويسرويغت للمرة الأولى في مسيرته.

## روابط خارجية
- أكيرا توزاوا على موقع IMDb (الإنجليزية)
- أكيرا توزاوا على موقع قاعدة بيانات الفيلم (الإنجليزية)
- أكيرا توزاوا على موقع دبليو دبليو إي (الإنجليزية)
- أكيرا توزاوا على موقع CageMatch worker (الإنجليزية)
- أكيرا توزاوا على موقع عالم المصارعة على الإنترنت (الإنجليزية)
- أكيرا توزاوا على موقع عالم المصارعة على الإنترنت (الإنجليزية)